# 아틀랑티크주

아틀랑티크주

아틀랑티크주(프랑스어: Atlantique)는 베냉 남부에 위치한 주로, 주도는 우이다이며 면적은 3,233km2, 인구는 1,396,548명(2013년 기준)이다. 주 이름은 프랑스어로 "대서양"을 뜻한다. 서쪽으로는 모노주와 쿠포주, 북쪽으로는 주주, 동쪽으로는 우에메주, 남동쪽으로는 리토랄주와 접하며 남쪽으로는 베냉만과 맞닿아 있다.
1999년 아틀랑티크주 남동부가 리토랄주로 분리되어 신설되었다. 8개 지방 자치체(아보메이칼라비, 알라다, 크포마세, 우이다, 소아바, 토포, 토리보시토, 제)를 관할한다.